# Химмель, Фридрих Генрих
Фридрих Генрих Химмель (нем. Friedrich Heinrich Himmel; 1765—1814) — немецкий пианист и композитор; капельмейстер капеллы короля прусского.

## Биография
Фридрих Генрих Химмель родился 20 ноября 1765 года в Тройенбрицене.
Его оратория «Исаак», исполненная в присутствии Фридриха Вильгельма II, имела такой успех, что король сделал его своим придворным композитором и дал ему средства на поездку в Италию. В Венеции он, по предложению неаполитанской королевы, написал оперу «Семирамида». Также в Италии он осуществил постановку своей оперы «Первый мореплаватель».
В 1785 году изучал теологию в Галле, затем композицию в Дрездене у И. Г. Наумана.
Возвратившись в Берлин, Фридрих Генрих Химмель написал множество сочинений на различные торжественные случаи, из которых известны кантата на смерть Фридриха II и «Те Deum» на коронацию Фридриха-Вильгельма III.
В 1799 году Химмель посетил столицу Российской империи город Санкт-Петербург, где была поставлена его опера «Alessandro», принесшая композитору известность в российских театральных кругах.
Из других его опер наибольший успех имела «Fanchon» (1805). Ф. Г. Химмель писал квартеты, секстеты, сонаты, издал сборник немецких песен. По словам русского музыковеда и критика Н. Ф. Соловьёва Химмель был «вообще более плодовит, чем даровит».

## Творчество
Основное место в творчестве Химмеля занимают оперы-сериа и зингшпили.

## Смерть
Фридрих Генрих Химмель умер 8 июня 1814 года в городе Берлине от сердечной недостаточности.